# Cámara trampa

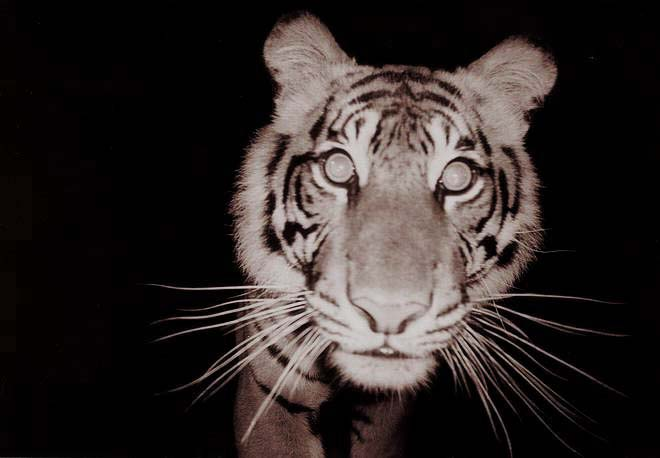
Un tigre de Sumatra captado por una cámara. Este animal procedió a destruirla tres veces en una semana.

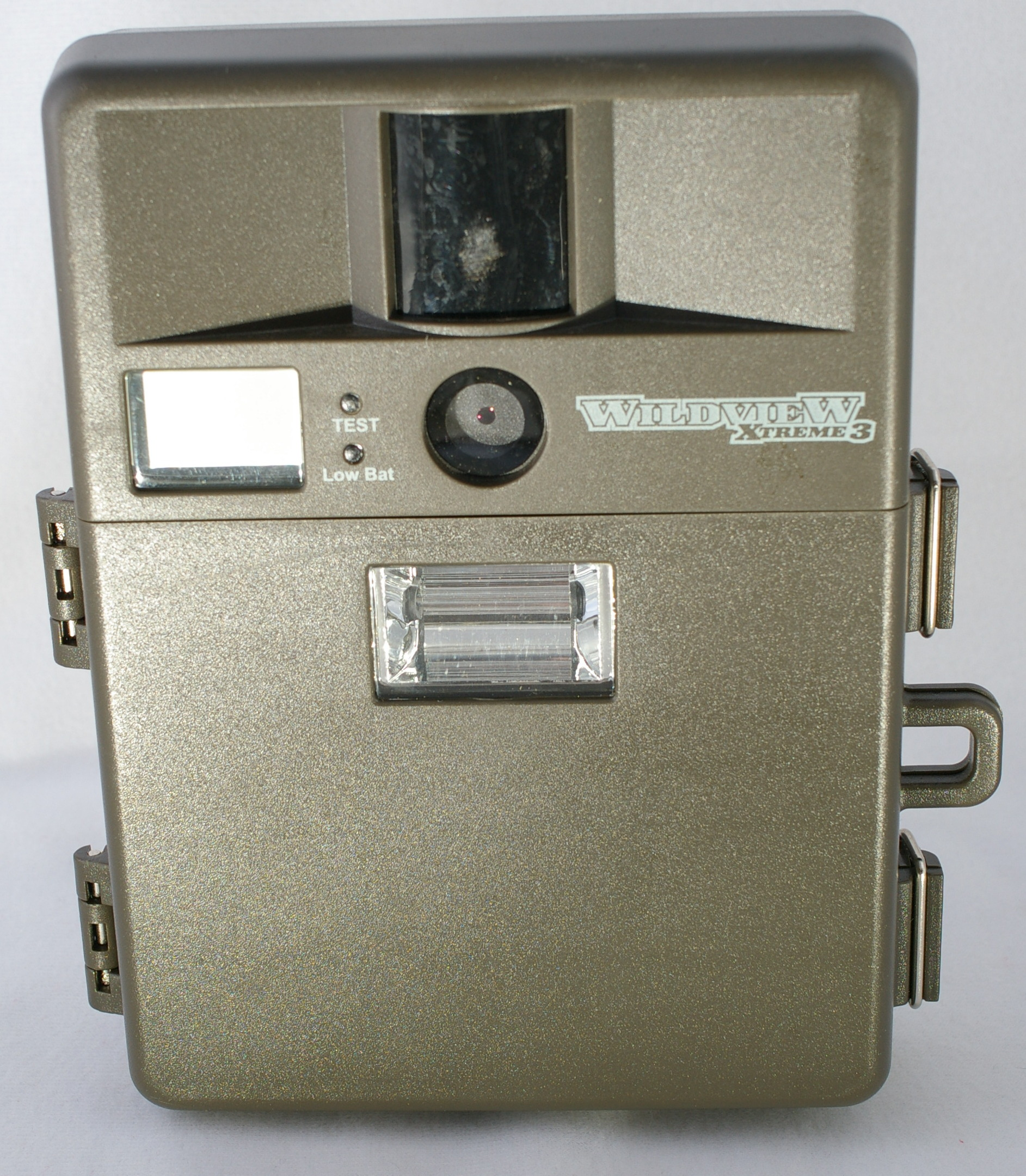
Una cámara trampa.

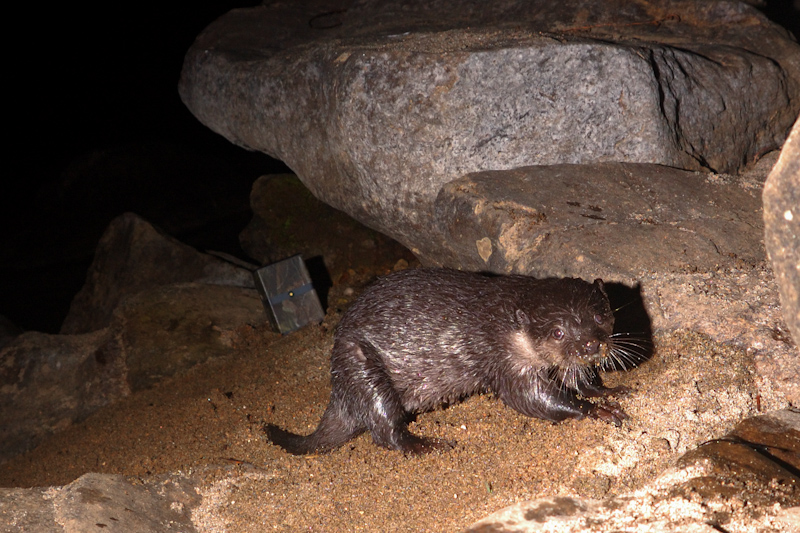
Nutria fotografiada por una cámara trampa.

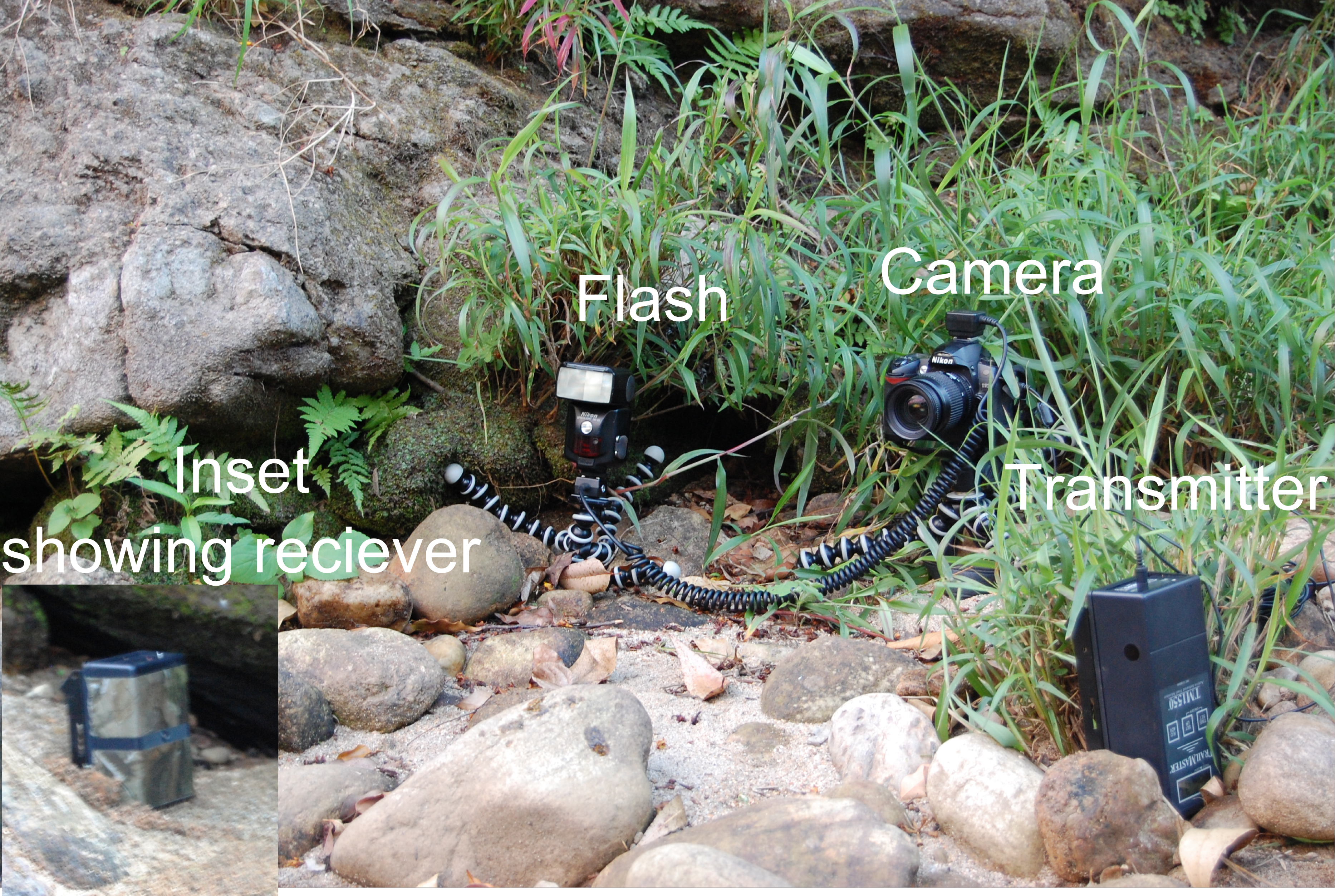
Una cámara trampa colocada en un sitio con el receptor de la señal infrarroja se muestra en el recuadro. Se coloca de modo que el haz sea interrumpido por el potencial sujeto o animal que necesita ser fotografiado.

Una cámara trampa o cámara de fototrampeo es un dispositivo automático usado para capturar imágenes fotográficas de animales en estado salvaje. Este cámara se instala en un sitio difícilmente observado por el animal al cual se espera registrar. Cuando un sensor de movimiento infrarrojo detecta la presencia de un animal la foto se toma automáticamente. Después de un tiempo el investigador regresa por su cámara para observar la fotografías. Algunos modelos permiten tanto tomar fotografías como breves videos.
Las cámara trampa es una valiosa herramienta para fotografiar animales de rara ocurrencia y de hábitos nocturnos. Generalmente no molestan a los animales, sin embargo, la luz emitida por el flash puede ocasionar que el animal cambie de ubicación. En las cámaras más modernas se utilizan sistemas de flash infrarrojo o de luz negra, la cual no es visible por la mayoría de los animales por lo que no los afecta.
En ocasiones, pueden ser dañadas por los mismos animales. Los habitantes de la zona también pueden dañarla, destruirla o sustraerla de su sitio.